# Мартьянов, Николай Николаевич
Николай Николаевич Мартьянов (англ. Nicholas Nicholas Martianoff; 31 августа 1893, Минусинск — 15 февраля 1984, Нью-Йорк) — журналист и издатель русского зарубежья в США. Георгиевский кавалер, участник Первой мировой и Гражданской войн. Член партии социалистов-революционеров. Участник заговора с целью убийства В. И. Ленина. Сын основателя Минусинского краеведческого музея Н. М. Мартьянова.

## Биография

### Ранние годы
Николай Мартьянов родился 31 августа 1893 года в городе Минусинске Енисейской губернии Российской империи. Его отец, провизор Николай Михайлович Мартьянов, известен как основатель Минусинского краеведческого музея. В 1906 году поступил в третий класс Красноярской гимназии. В 1913 году окончил гимназию и поступил на историко-филологический факультет Московского университета. Был знаком с А. Ф. Керенским и под его влиянием примкнул к партии партии социалистов-революционеров.

### Участие в Первой мировой войне

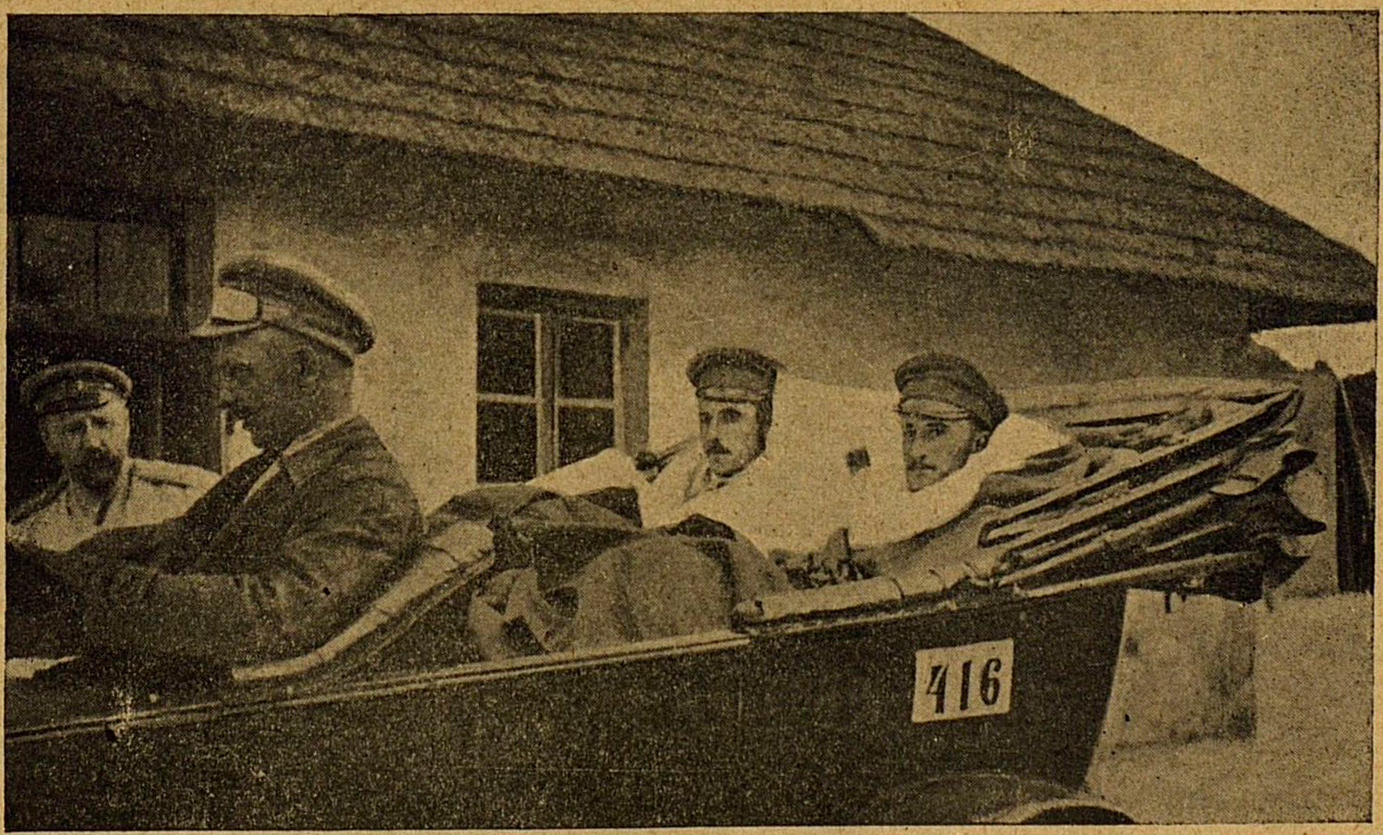
Николай Мартьянов (справа) и Сергей Шлихтер (слева), тяжело раненые под Барановичами 20 июня 1916 г., перед отъездом в полевой эвакуационный госпиталь

Будучи студентом 2-го курса, Николай Мартьянов после начала Первой мировой войны вместе с однокурсником Сергеем Шлихтером добровольно записался братом милосердия в 1-й Сибирский врачебно-питательный передовой отряд, организованный в Москве членом Государственной думы Н. В. Некрасовым. С целью изучения санитарии около месяца проработал в хирургической лечебнице С. М. Руднева.
28 ноября (11 декабря) 1914 года вместе с 1-м Сибирским отрядом он прибыл в город Опочно Радомской губернии и был распределён в летучку «Б». В конце апреля 1915 года по настоянию Н. В. Некрасова отряд был переведён в Галицию. Во время сражения на реке Дунаец Николай Мартьянов оказывал помощь раненым, но вскоре отступил вместе с частями Русской армии. В мае заболел малярией и на несколько недель уехал домой в отпуск. В конце июня — начале июля вернулся в летучку «Б».
20 сентября (3 октября) 1915 года, когда отряд размещался в 100 верстах от Минска, Николай Мартьянов с Сергеем Шлихтером и ещё одним товарищем отправился в качестве парламентёра к неприятельским окопам, чтобы забрать раненых, лежавших там уже 3 дня после неудачной атаки. Немцы отнеслись к парламентёрам доброжелательно и не стали препятствовать эвакуации раненых.
В связи с ожидавшимся началом призыва студентов на воинскую службу Николай Мартьянов в начале ноября 1915 года отправился в Москву, чтобы подать прошение о поступлении в Александровское военное училище. Однако поступить в училище не удалось, так как он был уволен с военной службы по болезни сердца.
Поскольку на фронте шла позиционная война и работы в летучке было мало, Николай Мартьянов с Сергеем Шлихтером поступили доверенными в Земгор, после чего были командированы в порт Александровск (ныне Полярный, Мурманская область), где в их обязанности входила отправка грузов, полученных из Америки. Около полутора месяцев пробыл в Архангельске. В конце марта 1916 года отправился в порт Александровск на ледоколе «Белльявенгур». Там он работал в порту и вернулся обратно в Архангельск в конце апреля.
В мае 1916 года Николай Мартьянов с Сергеем Шлихтером поступили добровольцами в команду пеших разведчиков 266-го Пореченского пехотного полка. 20 июня (3 июля), когда 266-й Пореченский полк размещался под Барановичами, русская армия начала наступление по всему фронту (Брусиловский прорыв). В бою 20 июня Николай Мартьянов, несмотря на ранение в руку, вёл роту в атаку, пока не потерял сознание. За этот бой он был награждён Георгиевским крестом 4-й степени.
После ранения находился в Минске на излечении. Осенью 1916 года пребывал в Ялте в солдатском санатории Общества повсеместной помощи. 10 (23) мая 1917 года комиссия врачей в Минусинске признала его не годным к военной службе. 8 (21) июля 1917 года он подал прошение ректору Московского университета с просьбой зачислить его студентом на юридический факультет, освободив «от платы за слушание лекций, как Георгиевского кавалера, уволенного от военной службы вследствие ранения».

### Участие в покушении на Ленина
После Октябрьской революции Николай Мартьянов присоединился к заговору с целью убийства В. И. Ленина. Заговорщикам стало известно, что 24 декабря 1917 года Ленин вместе с Н. К. Крупской и М. И. Ульяновой прибыл на отдых в санаторий «Халила». Во время нахождении Ленина в санатории туда заблаговременно доставили два револьвера и гранаты. Исполнителями покушения должны были стать Николай Мартьянов и Сергей Тягунов. Однако покушение не состоялось, так как они прибыли в санаторий 28 декабря через 2 часа после отъезда Ленина.
1 января в Петрограде покушение на Ленина было совершено другими исполнителями. Его автомобиль был обстрелян на Симеоновском мосту через реку Фонтанку, однако Ленин не пострадал. В середине января 1918 года на приём к М. Д. Бонч-Бруевичу явился с повинной солдат Н. Я. Спиридонов, заявивший, что он участвует в заговоре «Союза георгиевских кавалеров» и получил задание выследить и взять живым (либо убить) Ленина. Благодаря показаниям Спиридонова в ночь на 22 января ВЧК арестовал заговорщиков, включая Николая Мартьянова. Арестованные признались в организации январского покушения и раскаялись в своей деятельности. Согласно воспоминаниям М. Д. Бонч-Бруевича, узнав о немецком наступлении 18 февраля 1918 года, заговорщики изъявили желание принять участие в боевых действиях. По распоряжению Ленина они были отправлены на фронт, а следствие по делу было прекращено. Немецкое наступление вскоре приостановилось и был подписан Брестский мир.

### Эмиграция
Сведения о деятельности Николая Мартьянова в 1918—1919 годах противоречивы. По мнению автора биографического словаря «Русские в Северной Америке» Е. А. Александрова, он бежал на юг России, где присоединился к Белой армии. Согласно более достоверной версии, Николай Мартьянов принимал участие в Гражданской войне в составе Народной армии, затем — Чехословацкого корпуса.
Вместе с Чехословацким корпусом Николай Мартьянов отплыл в Европу и обосновался в Чехословакии. С 1919 по 1921 год в течение трёх семестров посещал занятия Карлова университета в качестве вольнослушателя. В 1920 году был членом Административного центра по особым поручениям, работал служащим ревизионной комиссии. В 1921 году в Париже был членом инициативной группы, с декабря 1921 года — сотрудник эмигрантской газеты «Воля России». Окончил курсы для дипломатических работников при консульстве. В январе 1921 и январе 1922 года принимал участие в совещаниях бывших членов Всероссийского Учредительного собрания в Париже в качестве технического работника и работника охраны. В начале 1922 года переехал в Германию на условиях временного проживания. С 14 апреля до конца 1922 года был главным редактором эмигрантской газеты «Голос России», выходившей в Берлине. Был редактором журнала «Революционная Россия», № 19 от мая 1922 года, изданного в Берлине.
Далее Мартьянов отправился в США и 3 октября 1923 года приехал в Нью-Йорк. На 1925 год владел придорожным кафе в штате Коннектикут. В 1927 году поступил в Школу бизнеса при Колумбийском университете, которую окончил в 1929 году, получив степень Master of Science по специальности бизнес-администрирование. После окончания университета устроился на работу в эмигрантскую газету «Новое русское слово», выходившую в Нью-Йорке. Её издатель Виктор Шимкин сделал Николая Мартьянова своим ближайшим помощником. Параллельно он занялся изданием и продажей книг на русском языке, рассчитанных на эмигрантов. В 1931 году он выпустил свой первый настольный календарь. В 1932 году выпустил англоязычный альбом «Русские артисты в Америке», содержащий более 100 фотографий. В 1938 году получил гражданство США. Живя в США, поддерживал связь с А. Ф. Керенским. В 1943 году издательство Николая Мартьянова наладило выпуск ежегодных настольных и отрывных календарей, имевших большой успех в русском зарубежье. Отрывные календари издавались тиражом 10 000 экземпляров — очень большим по эмигрантским меркам. В 1945 году издательство Николая Мартьянова начало выпускать чёрно-белые открытки, а в 1946 году вышли первые цветные открытки. В 1949 году издательство начало выпускать открытки, выполненные в технике хромолитографии. Каждая из открыток печаталась тиражом 3000 экземпляров.
В конце 1970-х годов оставил работу в газете «Новое русское слово», но издательским делом занимался до конца своих дней. Жил на Манхэттене. Скончался 15 февраля 1984 года в нью-йоркском госпитале Маунт-Синай от сердечной недостаточности. Открытки и отрывные календари продолжали выходить под именем Мартьянова на протяжении десятилетий после его смерти.

## Семья
В США женился на школьной учительнице Джейн Хьюстон. У них родилось двое детей: сын Николай и дочь Нина.

## Награды
- Георгиевский крест 4-й степени[2]
- Георгиевская медаль[19]

### Сноски
1. ↑  Перевязочный пункт отряда, имеющий специальный штат медицинского персонала и работающий в непосредственной близости к передовым позициям.